# يان فيرغسون (لاعب كرة قدم)
يان فيرغسون (بالإنجليزية: Ian Ferguson)‏ (5 أغسطس 1968 بدنفيرملين في المملكة المتحدة - ) هو لاعب كرة قدم بريطاني في مركز الهجوم. لعب مع ريث روفرز وسانت جونستون وهارت أوف ميدلوثيان وهاميلتون أكاديميكال ونادي ستنهاوسموير وبيرويك راينجرز وفورفار أثلتيك ‏ ونادي آير يونايتد ونادي غرينوك مورتون ونادي ليفينغستون لكرة القدم.

## وصلات خارجية
- يان فيرغسون على موقع قاعدة بيانات كرة القدم.إي يو (الإنجليزية)
- يان فيرغسون على موقع Soccerbase.com (لاعب) (الإنجليزية)